# مطار كوتوكا الدولي

مطار كوتوكا الدولي

مطار كوتوكا الدولي (إياتا:ACC، إيكاو:DGAA) هو مطار دولي يخدم مدينة أكرا عاصمة غانا. وقد وصل عدد المسافرين الذي استخدموا المطار في 2014 إلى أكثر من 2.5 مليون مسافر.

## تاريخ
في 1969، تم تغيير اسم مطار أكرا الدولي إلى مطار كوتوكا الدولي، على شرف الليوتنت جنرال إيمانويل كواسي كوتوكا، وهو عضو في مجلس التحرير الوطني، والذي قُتل في محاولة انقلابية فاشلة في موقع قرب المطار الحالي.

## الركاب
| شركـات طيـران                   | الوجهات                                                                                 |
| ------------------------------- | --------------------------------------------------------------------------------------- |
| أفريكا وورلد                    | مطار نامدي أزيكيوي الدولي، مطار كوماسي، مطار مورتالا محمد الدولي، مطار تاكورادي، Tamale |
| بوركينا للطيران                 | مطار أبيدجان الدولي، مطار واغادوغو                                                      |
| إير كوت ديفوار                  | مطار أبيدجان الدولي                                                                     |
| الخطوط الجوية الفرنسية          | مطار باريس شارل ديغول                                                                   |
| إير بيس                         | مطار مورتالا محمد الدولي، مطار روبرتس                                                   |
| أسكاي                           | مطار بانجول الدولي، مطار فريتاون الدولي، مطار لومي، مطار روبرتس                         |
| الخطوط الجوية البريطانية        | مطار غاتويك (تبدأ في 29 أكتوبر 2023)، مطار لندن هيثرو                                   |
| خطوط بروكسل الجوية              | مطار بروكسل الدولي                                                                      |
| خطوط دلتا الجوية                | مطار جون إف كينيدي الدولي                                                               |
| مصر للطيران                     | مطار القاهرة الدولي                                                                     |
| طيران الإمارات                  | مطار أبيدجان الدولي، مطار دبي الدولي                                                    |
| الخطوط الجوية الإثيوبية         | مطار أديس أبابا بولي الدولي                                                             |
| Gianair                         | Obuasi                                                                                  |
| الخطوط الجوية الكينية           | مطار بليز دياغني الدولي، مطار فريتاون الدولي، مطار روبرتس، مطار جومو كينياتا الدولي     |
| الخطوط الجوية الملكية الهولندية | مطار سخيبول أمستردام                                                                    |
| طيران الشرق الأوسط              | مطار بيروت رفيق الحريري الدولي                                                          |
| Passion Air                     | مطار كوماسي، مطار سونياتي ‏، مطار تاكورادي، Tamale، Wa                                   |
| الخطوط الجوية القطرية           | مطار أبيدجان الدولي، مطار حمد الدولي                                                    |
| الخطوط الملكية المغربية         | مطار محمد الخامس الدولي                                                                 |
| الخطوط الجوية الرواندية         | مطار كيغالي الدولي                                                                      |
| خطوط جنوب إفريقيا الجوية        | مطار أوليفر ريجنالد تامبو                                                               |
| الخطوط الجوية الأنغولية         | مطار كواترو دي فيفيريرو                                                                 |
| تاب برتغال                      | مطار لشبونة، مطار ساو تومي                                                              |
| الخطوط الجوية التركية           | مطار إسطنبول الدولي                                                                     |
| الخطوط الجوية المتحدة           | مطار واشنطن دولس الدولي                                                                 |